# آبشار ارلند
آبشار ارلند (به انگلیسی: Erland Falls) آبشاری است که در همیلتون (انتاریو)، کانادا واقع شده و ارتفاع کلی ریزشگاه آن ۱۳ متر (۴۳ فوت) است.